# Aristolochia tubiflora
Aristolochia tubiflora là một loài thực vật có hoa trong họ Aristolochiaceae. Loài này được Dunn mô tả khoa học đầu tiên năm 1908.